# Regularna velika loža Srbije
Regularna velika loža Srbije (srp. Регуларна велика ложа Србије), skraćeno RVLS, je regularna slobodnozidarska velika loža u Srbiji. Ovo je najbrojnija velika loža u Srbiji s više od 2.000 članova. Osnovana je 1993. godine kao Regularna velika loža Jugoslavije.

## Povijest
Zbog radikalizacije antimasonskog pokreta kako u Europi tako i u Kraljevini Jugoslaviji, Velika loža "Jugoslavija" (osnovana 1919.) je obustavila svoje aktivnosti 1940. godine. Nakon završetka Drugog svjetskog rata, 1945. godine, i uspostave komunističke Jugoslavije, kao i komunističke Srbije, nastavlila se zabrana djelovanja slobodnih zidara tako da nije ni došlo do obnavaljanja velike lože.

### Regularna velika loža Jugoslavije (1993. – 2006.)
Obnova djelovanja srpskih slobodnih zidara započela je s demokratskim promjenama kada je stvoren teren za njihov rad. U ožujku 1989. godine registriraju se tri lože u Beogradu: "Pobratim", "Sloga, rad i postojanstvo" i "Maksimilijan Vrhovac". Ubrzo dolazi i do unošenja svjetla u Veliku ložu Jugoslavije 23. lipnja 1990. godine kojeg unose Ujedinjene velike lože Njemačke. U uvjetima propagiranja rata od strane predsjednika Slobodana Miloševića i režima, napada na medije i slobodu tiska i uspona kriminalnih skupina, slobodno zidarstvo u tadašnjoj Srbiji trebalo je odigrati važnu ulogu u širenju ideja građanske slobode, duha međunacionalne i druge tolerancije i slobode. Razna dešavanja su doprinijela tome da Ujedinjene velike lože Njemačke odluče sudbinu daljeg razvoja slobodnog zidarstva u Srbiji povjeriti Velikoj loži Jugoslavije. Zbog nesigurnosti i pritisaka vlasti, naredna godišnja skupština održana je izvan SR Jugoslavije, u Italiji, u Riminiju. 13. i 14. ožujka 1993. godine. Tada je veliki majstor postao Dragorad Tanasić, a velika loža je nazvana Regularna velika loža Jugoslavije (Регуларна велика ложа Југославије). Od tada započinje dalji rast i razvoj slobodnog zidarstva.
Oko 2000. godine ova velika loža je imala skoro 200 članova. Godine 2002. ova velika loža je dobila, odnosno obnovila, priznanje Ujedinjene velike lože Engleske kao regularna velika loža koja nastavlja slobodnozidarske aktivnosti na teritoriji Srbije od njenog utemeljenja 1919. godine i prvog priznanja regularnosti iz 1930. godine.
Godine 2003. u Novom Sadu je osnovana Loža "Dunav". Godine 2004. u Beogradu je osnovana Loža "Singidunum".
Godine 2006. u Beogradu su obnovljene dvije lože, "Sloga, rad i postojanstvo" i "Šumadija". Ložu "Sloga, rad i postojanstvo" uspostavili su članovi istoimene loža koja je radile pod zaštitom Velike lože Jugoslavije do 1997. godine. Loža "Šumadija" je osnovana je od članova istoimene loža koja je radile prvo pod zaštitom Velike lože Jugoslavije (1993. – 1997.) a potom i Velike nacionalne lože Jugoslavije (2000. – 2003.). Iste godine osnovna je i Loža "Garibaldi" u Nikšiću.
Početkom lipnja 2006. godine Srbija je postala neovisna država nakon raspuštanja državne zajednice s Crnom Gorom. Već 8. lipnja usvojeno je rješenje o promjeni naziva velike lože u Regularna velika loža Srbije.

### Regularna velika loža Srbije (od 2006.)
Početkom 2007. godine godine pod zaštitom Regularne velike lože Srbije radile su 22 lože, od toga 12 u Beogradu, tri u Novom Sadu, dvije u Subotici, jedna u Zrenjaninu i četiri u Crnog Gori, po jedna u Podgorici, Cetinju, Kotoru i Nikšiću.
Četiri crnogorske lože u Crnoj Gori pod zaštitom Regularne velike lože Srbije su 3. lipnja 2006. godine osnovale Veliku ložu Crne Gore. Ove četiri lože će ostati pod zaštitom srpske velike lože sve do "unosa svjetla" u Veliku ložu Crne Gore 12. svibnja 2007. godine u Cetinju.
Godine 2007. uspostavljene su Loža "Aurora" u Vršcu te dvije lože u Beogradu, "Saint John" i "Đorđe Weifert". Svjetska konferencija velikih masonskih loža je 30. rujna 2007. godine u Portlandu, poslije izdvajanja loža koje su osnovale  i promjene naziva, priznala ovu veliku ložu kao jedinu i suverenu veliku ložu u Srbiji. 
Početkom listopada 2009. godine osnovane su tri lože, "Svetinja" u Kragujevcu kao i "Europa" i "Mudrost i vjera" u Beogradu.
Početkom 2011. godine dio članstva je suspendiran uključujući i poznatog glumca Mikija Manojlovića. U rujnu iste godine osnovana je Loža "Branislav Nušić" u Smederevu. U rujnu 2012. godine osnovana je Loža "Branislav Nušić" u Nišu. U 2015. godini ova velika loža je imala oko 1.200 članova u 33 lože.
U prosincu 2021. godine u članstvo Regularne celike lože Srbije pristupilo je oko 300 slobodnih zidara iz iregularnih i nepriznatih organizacija u Srbiji. Tom prilikom uspostavljene su četiri nove lože u Beogradu; "Dostojanstvo i istina", "Svjetlost", "Svetomir Nikolajević" i "Benjamin Franklin". U Beogradu je 2024. godine osnovana Loža "Zenit".

## Udruge sličnog naziva
U Srbiji su registrirane udruge i nelegitimne paramasonske organizacije sličnog naziva koje nisu povezane s ovom velikom ložom, i to su Udruženje "Regularna velika loža Srbije, Beograd" (osnovana 2007.), Udruženje "Velika regularna loža Srbije u orijentu Beograd" (2010.) i Regularna velika loža Srbije u zenitu Beograd Republika Srbija (2015.). Sve tri organizacije osnovao je Čedomir Vukić.

## Ustroj
Sjedište Regularne velike lože Srbije je u Beogradu.

### Lože
U rujnu 2024. godine pod zaštitom ove velike lože radi 62 lože, od toga 38 u Beogradu, 8 u Novom Sadu, 4 u Nišu, po dvije u Subotici i Zrenjaninu, te po jedna u Vršrcu, Smederevu, Kragujevcu, Zaječaru, Srijemskoj Mitrovici, Ćupriji i Valjevu, a jedna loža se nalazi u Kosovskoj Mitrovici, Kosovo. U Beogradu rade i dvije lože na stranim jezicima, i to Loža "Sveti Ivan" (Saint John / Sveti Jovan) na engleskom jeziku i Loža "Lessing" na njemačkom jeziku. Trenutačno lože imaju svoja 4 hrama i središnji hram u Beogradu.
- Loža "Pobratim" (Ложа "Побратим") br. 1, Beograd – nosi naziv po beogradskoj loži utemeljenoj 1891. godine.
- Loža "Maksimilijan Vrhovac" (Ложа "Максимилијан Врховац") br. 2, Beograd – nosi naziv po zagrebačkom biskupu i slobodnom zidaru Maksimilijanu Vrhovcu, kao i po zagrebačkoj loži utemeljenoj 1913. godine.
- Loža "Svjetlost Balkana Garibaldi" (Ложа "Светлост Балкана Гарибалди") br. 3, Beograd – nosi naziv po beogradskoj loži utemeljenoj 1876. godine[23] te talijanskom revolucionaru i slobodnom zidaru Giuseppeu Garibaldu.
- Loža "Vuk Karadžić" (Ложа "Вук Караџић") br. 5, Beograd – nosi naziv po jezikoslovcu, reformatoru srpskoga jezika i slobodnom zidaru Vuku Karadžiću.
- Loža "Mitropolit Stratimirović" (Ложа "Митрополит Стратимировић") br. 6, Novi Sad[24] – nosi naziv po karlovačkom metropolitu i slobodnom zidaru Stefanu Stratimiroviću, kao i po novosadskoj loži utemeljenoj 1924. godine.
- Loža "Libertas" br. 7, Novi Sad – nosi naziv po latinskoj riječi za slobodu te po Libertas, božici i personifikaciji slobode u rimskoj mitologiji.
- Loža "Dositej Obradović" (Ложа "Доситеј Обрадовић") br. 8, Beograd – nosi naziv po prosvjetitelju i slobodnom zidaru Dositeju Obradoviću.
- Loža "Vojvodina" (Ложа "Војводина") br. 9, Zrenjanin – nosi naziv po pokrajini Vojvodina na sjeveru Srbije, kao i po zrenjaninskoj loži utemeljenoj 1931. godine.
- Loža "Stvaranje – Alkotaš" (Ложа "Стварање – Алкоташ") br. 10, Subotica – nosi naziv po subotičkoj loži utemeljenoj 1910. godine.
- Loža "Dunav" (Ложа "Дунав") br. 11, Novi Sad – nosi naziv po rijeci Dunav.
- Loža "Mihajlo Pupin" (Ложа "Михајло Пупин") br. 13, Beograd – nosi naziv po znanstveniku i slobodnom zidaru Mihajlu Pupinu.
- Loža "Amadeus" (Ложа "Амадеус") br. 14, Beograd – nosi naziv po austrijskom skladatelju i slobodnom zidaru Wolfgangu Amadeusu Mozartu.
- Loža "Nemanja" (Ложа "Немања") br. 15, Niš – nosi naziv po niškoj loži utemeljenoj 1892. godine.
- Loža "Singidunum" (Ложа "Сингидунум") br. 16, Beograd – nosi naziv po Beogradu i njegovom nazivu u doba Rimskog Carstva.
- Loža "Istina" (Ложа "Истина") br. 17, Beograd – nosi naziv po beogradskoj loži utemeljenoj 1920. godine.
- Loža "Sloga, rad i postojanstvo" (Ложа "Слога, рад и постојанство") br. 19, Beograd – nosi naziv po beogradskoj loži utemeljenoj 1883. godine.
- Loža "Stela Polaris" (Ложа "Стела Поларис") br. 20, Subotica – nosi naziv po subotičkoj loži utemeljenoj 1928. godine.
- Loža "Saint John" (Ложа "Сент Џон") br. 21, Beograd – – nosi naziv po Svetom Ivanu i radi na engleskom jeziku.
- Loža "Šumadija" (Ложа "Шумадија") br. 23, Beograd – nosi naziv po području Šumadija, kao i po beogradskoj loži utemeljenoj 1910. godine.
- Loža "Aurora" (Ложа "Аурора") br. 24, Vršac – nosi naziv po vršačkoj loži utemeljenoj 1905. godine; odnosno po drugom nazivu za polarnu svjetlost.
- Loža "Đorđe Weifert" (Ложа "Ђорђе Вајферт") br. 25, Beograd[25] – nosi naziv po bankaru i slobodnom zidaru Đorđu Weifertu, prvom velikom majstoru Velike lože "Jugoslavija".
- Loža "Lessing" (Ложа "Лесинг") br. 26, Beograd – nosi naziv po njemačkom književniku i slobodnom zidaru Gottholdu Ephraimu Lessingu i radi na njemačkom jeziku.
- Loža "Europa" (Ложа "Европа") br. 27, Beograd[26] – nosi naziv po kontinentu Europa i dio je lanca istoimenih loža koje rade pod okriljem regularnih velikih loža u Europi.[27]
- Loža "Svetinja" (Ложа "Светиња") br. 28, Kragujevac – nosi naziv po svetinji, svetoj osobi ili predmetu.
- Loža "Mudrost i vjera" (Ложа "Мудрост и вера") br. 29, Beograd
- Loža "Probitas 1785." (Ложа "Пробитас 1785.") br. 30, Novi Sad – nosi naziv po petrovaradinskoj loži utemeljenoj 1785. godine.
- Loža "Alma Mons" (Ложа "Алма Монс") br. 31, Novi Sad – nosi naziv po planini Fruška gora, prema nazivu u doba Rimskog Carstva.
- Loža "Branislav Nušić" (Ложа "Бранислав Нушић") br. 32, Smederevo – nosi naziv po književniku Branislavu Nušiću.
- Loža "Quatuor Coronati" (Ложа "Кватор Коронати") br. 33, Novi Sad – istraživačka loža nosi naziv po najstarijoj istraživačkoj Loži "Quatuor Coronati" br. 2076, osnovanoj 1886. godine pod zaštitom Ujedinjene velike lože Engleske (UGLE).
- Loža "Stevan Sremac" (Ложа "Стеван Сремац") br. 34, Niš – nosi naziv po književniku Stevanu Sremcu.
- Loža "Aleksandar I. Karađorđević" (Ложа "Александар I Карађорђевић") br. 35, Beograd – nosi naziv po jugoslovanskom vladaru i slobodnom zidaru kralju Aleksandaru I.
- Loža "Hiram" (Ложа "Хирам") br. 36, Beograd – nosi naziv po Hiramu Abifu.
- Loža "Avala" (Ложа "Авала") br. 37, Beograd – nosi naziv po planini Avala, pored Beograda.
- Loža "Harmonija" (Ложа "Хармонија") br. 38, Kosovska Mitrovica
- Loža "Felix Romuliana" (Ложа "Феликс Ромулиана") br. 39, Zaječar – nosi naziv po rimskom kompleksu Felix Romuliana pored Zaječara.
- Loža "Goethe" (Ложа "Гете") br. 41, Beograd – nosi naziv po njemačkom književniku i znanstveniku Johannu Wolfgangu von Goetheu.
- Loža "Andreja Andra Dinić" (Ложа "Андреја Андра Динић") br. 42, Beograd – nosi naziv po sudcu i slobodnom zidaru Andreji Diniću, posljednjem velikom majstoru Velike lože "Jugoslavija".
- Loža "Konstantin Veliki" (Ложа "Константин Велики") br. 43, Niš – nosi naziv po rimskom caru Konstantinu I. Velikom.
- Loža "Tales 1875." (Ложа "Талес 1875.") br. 44, Zrenjanin – nosi naziv po zborniku putopisa Travelers' Tales objavljenom 1875. godine.
- Loža "Feniks" (Ложа "Феникс") br. 45, Beograd – nosi naziv po mitološkom biću feniks.
- Loža "Neoplanta" (Ложа "Неопланта") br. 46, Novi Sad – nosi naziv po Novom Sadu i njegovom nazivu u doba Rimskog Carstva.
- Loža "Beograd 878." (Ложа "Београд 878.") br. 47, Beograd – nosi naziv po Beogradu i prvom zapisu o slavenskom imenu Beograd  iz 878. godine.
- Loža "Nova srpska zadruga" (Ложа "Нова српска задруга") br. 48, Beograd – nosi naziv po beogradskoj loži "Srpska zadruga" utemeljenoj 1881. godine.
- Loža "Aleksa Nenadović" (Ложа "Алекса Ненадовић") br. 49, Valjevo – nosi naziv po knezu Aleksi Nenadoviću iz razdoblja Prvog srpskog ustanka.
- Loža "Živojin Mišić" (Ложа "Живојин Мишић") br. 50, Beograd – nosi naziv po zapovjedniku i slobodnom zidaru Živojinu Mišiću.
- Loža "Equilibrium" (Ложа "Еквилибријум") br. 51, Beograd
- Loža "Lomonosov" (Ложа "Ломоносов") br. 52, Beograd – nosi naziv po ruskom znanstveniku i pjesniku Mihailu Lomonosovu.
- Loža "Mihailo Valtrović" (Ложа "Михаило Валтровић") br. 53, Beograd – nosi naziv po arheologu i akademiku Mihailu Valtroviću.
- Loža "Justicija" (Ложа "Јустиција") br. 54, Niš – nosi naziv po Justiciji, rimskoj boginji pravde.
- Loža "Panonija" (Ложа "Панонија") br. 55, Novi Sad – nosi naziv po antičkom području Panonija.
- Loža "Stevan Stojanović Mokranjac" (Ложа "Стеван Стојановић Мокрањац") br. 56, Beograd – nosi naziv po skladatelju i slobodnom zidaru Stevanu Stojanoviću Mokranjcu.
- Loža "Svjetlost Srijema" (Ложа "Светлост Срема") br. 57, Sremska Mitrovica – nosi naziv po zemljopisnom i povijesnom području Srijem.
- Loža "Zora" (Ложа "Зора") br. 58, Beograd – nosi naziv po kotorskoj loži utemeljenoj 1926. godine.
- Loža "Dostojanstvo i istina" (Ложа "Достојанство и истина") br. 59, Beograd
- Loža "Svjetlost" (Ложа "Светлост") br. 60, Beograd – nosi naziv po svjetlosti.
- Loža "Svetomir Nikolajević" (Ложа "Светомир Николајевић") br. 61, Beograd – nosi naziv po piscu, političaru i slobodnom zidaru Svetomiru Nikolajeviću.
- Loža "Benjamin Franklin" (Ложа "Бенџамин Френклин") br. 62, Beograd – nosi naziv po američki državniku, filozofu, izumitelju i slobodnom zidaru Benjaminu Franklinu.
- Loža "Hram" (Ложа "Храм") br. 63, Beograd – nosi naziv po hramu, građevini posvećenoj nekom božanstvu.
- Loža "Horizont" (Ложа "Хоризонт") br. 64, Beograd – nosi naziv po obzoru.
- Loža "Svjetlost Pomoravlja" (Ложа "Светлост Поморавља") br. 65, Ćuprija – nosi naziv po mikroregiji slijeva rijeke Velike Morave.
- Loža "Logos" (Ложа "Логос") br. 66, Beograd – nosi naziv po grčkom pojmu logos.
- Loža "Zenit" (Ложа "Зенит") br. 67, Beograd – nosi naziv po zenitu.

U okviru ove velike lože radile su i
- Loža "Montenegro" (Ложа "Монтенегро") br. 4, Podgorica – nosila naziv za Crngu Goru na engleskom jeziku; izdvojila se 2007. godine i formirala Veliku ložu Crne Gore.[28][29]
- Loža "Zora" (Ложа "Зора") br. 12, Kotor – nosila naziv po kotorskoj loži utemeljenoj 1926. godine; izdvojila se 2007. godine i formirala Veliku ložu Crne Gore.[28]
- Loža "Luča mikrokozma" (Ложа "Луча микрокозма") br. 18, Cetinje – nosila naziv po istoimenoj poemi državnog i crkvenog poglavara, književnika i slobodnog zidara Petra II. Petrovića Njegoša; izdvojila se 2007. godine i formirala Veliku ložu Crne Gore.[28]
- Loža "Garibaldi" (Ложа "Гарибалди") br. 22, Nikšić – nosila naziv po talijanskom revolucionaru i slobodnom zidaru Giuseppeu Garibaldu; izdvojila se 2007. godine i formirala Veliku ložu Crne Gore.[28]
- Loža nepoznatog imena br. 40

### Uprava
Regularnom velikom ložom Srbije upravlja veliki majstor koji se bira na dvogodišnje razdoblje. Dosadašnji veliki majstori su:
1. Dragorad Tanasić (1993. – 1995.)
2. Novak Jauković (1995. – 1999.)[b]
3. Jovan Vasiljević (1999. – 2001.)
4. Srđan Stanković (2001. – 2005.)
5. Petar Kostić (2005. – 2012.)
6. Ranko Vujačić (2012. – 2019.)[30]
7. Lukas Rasulić (od 2019.)

### Međunarodna suradnja
Velika loža sudjeluje u radu Svjetske konferencije regularnih masonskih velikih loža. Također, potpisala je povelje o prijateljstvu i međusobnom priznavanju s preko 140 regularnih velikih loža.

### Obredi
Regularna velika loža Srbije upravlja simboličkim stupnjevima plave lože (učenik, pomoćnik i majstor) i delegira upravljanje visokim stupnjevima na dodatna tijela i redove. Obredi koji se rade u plavoj loži su:
- Schröderov obred – njemačka inačica;
- Drevni i prihvaćeni škotski red (samo prva tri stupnja);
- Emulacijski obred.

## Pridružena tijela i redovi
Upravljanje visokim stupnjevima Regularna velika loža Srbije provodi u nekoliko pridruženih tijela i redova, od kojih svaki predstavlja jedan obred, a na temelju potpisanih konkordata. Ova tijela i redovi su:
- Vrhovni savjet Drevnog i prihvaćenog škotskog reda Srbije (srp. Врховни савет Древног и прихваћеног Шкотског реда Србије) – nadležan za rad Škotskog obreda.[32][33]
- Kršćanski red "York Rite" Srbija (Хришћански ред "York Rite" Србија)[34] upravlja Yorčkim sustavom.
- Pridružena tijela i redovi koji imaju svoje jedinice u Srbiji:
  -  Velika loža majstora znaka Engleske i Walesa – nadležna za rad Reda majstora znaka.
  -  Vrhovni veliki kapitel slobodnih zidara kraljevskog luka Engleske – nadležno za rad Svetog kraljevskog luka.

Pod zaštitom ove velike lože djeluje i Red DeMolay za dječake i mlade muškarce u dobi od 12 do 21 godine.

### Škotski red
Vidi još: Škotski red u Srbiji
Vrhovni savjet Drevnog i prihvaćenog škotskog reda Srbije je dodatni red nadležan za visoke stupnjeve Škotskog obreda. Uspostavljen je 1993. godine sa sjedištem u Beogradu. Od siječnja 2005. godine djeluje kroz udrugu pod nazivom Drevni i prihvaćeni Škotski red Slobodnih zidara Srbije (Древни и прихваћени Шкотски ред Слободних зидара Србије). Član je Europske konfederacije vrhovnih vijeća (engl. European Confederation of Supreme Councils).
Dosadašnji veliki zapovjednici (grand komanderi) Vrhovnog savjeta su: Milan Marković (1993. – 1996.), Milan Popović (1996. – 2006.), Nenad Manojlović (2006. – 2007.), Predrag Manojlović (2007. – 2012.) i Dragor Hiber (od 2012.).

### Majstor znaka
Velika loža majstora znaka Engleske i Walesa (engl. Grand Lodge of Mark Master Masons of England and Wales) je dodatno tijelo pri Ujedinjenoj velikoj loži Engleske nadležno za stupanj majstora znaka u Srbiji. U Srbiji radi jedna loža, i to:
- Loža "Harmonija" (Harmony Lodge; Ложа "Хармонија") br. 1919, Beograd